# MELLSCOPE
『MELLSCOPE』（メルスコープ）は、MELLの1作目のオリジナルアルバム。2008年8月20日にジェネオンエンタテインメントから発売された。

## 概要
I'veに所属する歌手の一人であるMELLのメジャーデビュー後初のアルバム、同じI'veに所属しているKOTOKO、島みやえい子、川田まみに続き4人目のアルバムリリースとなった。当初2008年7月9日にリリースが予定されていたが、諸般の都合により8月6日に延期となり、更に8月20日に再延期となった。メジャーデビュー後にリリースされたシングル曲は勿論、その前にリリースされたオリジナルの楽曲も再収録されている。メジャー2ndシングル「Proof」は今作には未収録であるが、次作『MIRAGE』に収録されている。初回限定盤特典には｢SCOPE｣のPVと｢no vain｣、｢kicks!｣の別バージョンPV、Deep ForestとMELLの対談風景、フランスでのドキュメンタリー映像を収録。12曲目「repeat-Deep Forest Remix-」はDeep ForestのEric Mouquetのコラボレート楽曲。オリコンデイリーアルバムチャートでは、初登場4位にランクインを果たした。

## 収録曲
1. SCOPE [4:19]
作詞：MELL、作曲・編曲：高瀬一矢
2. Red fraction [3:39]
作詞：MELL、作曲・編曲：高瀬一矢
  - メ〜テレ・独立UHF局系テレビアニメ『BLACK LAGOON』オープニングテーマ
  - メジャーデビューシングル
3. Way beyond there [5:02]
作詞：MELL、作曲：中沢伴行、編曲：中沢伴行・尾崎武士
4. repeat [6:34]
作詞・作曲・編曲：高瀬一矢
  - PCゲーム『堕楽』オープニングテーマ
5. Virgin's high! [4:19]
作詞：MELL、作曲・編曲：井内舞子
  - テレビ大阪他テレビアニメ『スカイガールズ』オープニングテーマ
  - 3rdシングルの両A面曲
6. no vain [5:57]
作詞：MELL、作曲・編曲：高瀬一矢
  - 2ndシングルの両A面曲
7. Permit [4:06]
作詞：MELL、英訳：ハリー吉田、作曲：中沢伴行、編曲：中沢伴行・尾崎武士
  - PCゲーム『真説 猟奇の檻』エンディングテーマ
  - I'veのアルバム『COLLECTIVE』収録曲
8. Under Superstition [4:57]
作詞：MELL、作曲・編曲：井内舞子
9. kicks! [3:45]
作詞：MELL、作曲・編曲：高瀬一矢
  - 3rdシングルの両A面曲
10. The first finale in me [5:07]
作詞：MELL、作曲・編曲：中沢伴行
11. 美しく生きたい -10 Years anniversary mix- [5:10]
作詞・作曲：高瀬一矢、編曲：高瀬一矢・中沢伴行
  - I'veのアルバム『regret』収録曲だが、今作ではリミックスおよびボーカルの新録された音源が収録されている。
12. repeat -Deep Forest Remix- [4:49]
作詞：MELL、英訳：ハリー吉田、作曲：高瀬一矢、編曲：Eric Mouquet

## 演奏
- 高瀬一矢：Guitar (#2)
- 尾崎武士：Guitar (#1.3.7)
- Kazuhisa Soh：Guitar (#5)
- チャーリー田中：Guitar (#8)